# چوی ایل هوا
چوی ایل هوا (انگلیسی: Choi Il-hwa؛ زادهٔ ۹ مهٔ ۱۹۵۹) یک بازیگر سینما اهل کره جنوبی است.